# La serpiente a la sombra del águila
La serpiente a la sombra del águila (en chino, 蛇形刁手), titulada en inglés Snake in the Eagle's Shadow, es una película de artes marciales de 1978 rodada en Hong Kong, dirigida por Yuen Woo-ping en su debut como director y protagonizada por Jackie Chan, Hwang Jang-lee y el padre en la vida real de Yuen Woo-ping, Yuen Siu-tien.
Después de dirigir esta cinta, Yuen Woo-ping dirigió el clásico de artes marciales El maestro borracho, estrenada en el mismo año y protagonizada también por Jackie Chan, Hwang Jang-lee y Yuen Siu-tien, siguiendo una trama muy similar a la de La serpiente a la sombra del águila.

## Sinopsis
Chien Fu (Jackie Chan), un huérfano adoptado por una escuela de kung fu, es sobrecargado de trabajo y abusado por los 2 estafadores e incompetentes maestros de la escuela de kung fu donde vive Chien. Solamente el cocinero de la escuela, Ah-Wu (Tino Wong), simpatiza con Chien. Chien se hace amigo de un viejo mendigo (Yuen Siu-tien) - que se estaba peleando con unos matones, y al que Chien cree ayudar defendiéndolo - ofreciéndole comida y un lugar para quedarse. Desconocido para Chien, el viejo mendigo es en realidad Pai Cheng-Tien, uno de los últimos maestros sobrevivientes del estilo de serpiente del kung fu. Pai está huyendo del clan Eagle Claw, que está matando brutalmente a todos los rivales puntuales del estilo serpiente. Sin embargo es emboscado por el estudiante de Eagle Claw Su Chen y por un asesino a sueldo disfrazado de misionero cristiano (Roy Horan). Ambos terminan hiriendo a Pai. Chien más tarde lo encuentra y le ayuda a recuperarse de sus múltiples heridas. Pai accede a darle algunas lecciones de su arte marcial, con la condición de que no lo llame "sifu" ("maestro"), ya que son amigos. La verdadera razón, sin embargo, es mantener la conexión de Chien con él en secreto de sus perseguidores.
Chien practica las primeras lecciones, que hábilmente le muestra en una broma/baile con un cuenco de comida, y así, aprender a evitar ser lastimado por los torpes maestros de la escuela. Cuando la escuela Mantis invade la institución, con su séquito y el enorme ego de su maestro, para asombro de todos, Chien derrota fácilmente a su maestro utilizando el estilo de serpiente. Desafortunadamente, uno de los deambulantes que presencian la pelea es el gran maestro del Clan del Águila, Sheng Kuan (Hwang Jang-lee), quien reconoce el estilo de inmediato y decide seguir a Chien.
Chien se encuentra con Shang Kuan, quien pregunta por el viejo mendigo, afirmando que era un colega de Pai. A modo de prueba, él fácilmente se defiende de los ataques de Chien. Chien se da cuenta de que su pelea de serpiente no es rival para el estilo practicado por el extraño. Herido y traicionado, por su inocente acercamiento a Sheng, y su crueldad. Decide huir, y regresar a su antigua escuela, que está abandonada; encuentra destrozado el diario de Pai, donde le explicaba las técnicas y el estilo, que quería completarlo; recordando que le fue imposible, con su corto entrenamiento y que lo que Pai le enseñó, fue insuficiente contra Sheng, decide ponerse a entrenar en serio, y buscando algo que mejore su técnica. Por lo tanto crea un nuevo estilo al ver a su gato matar fácilmente a una cobra.
Más tarde, los conspiradores de Eagle Claw rastrean a Pai, pero él logra matar a Su Chen. Pai vuelve con Chien para esconderse, pero luego se revela que Ah-Wu también es un conspirador de Eagle Claw y pone veneno en su té. Chien se apresura a buscar a Sheng Kuan, pero al sentir el peligro, Pai huye. Cuando Chien se lanza sobre ellos, finalmente descubre la verdad detrás de la conspiración, y eventualmente desafía a Sheng Kuan a un combate individual después de que Pai es derrotado. Aparentemente en desventaja en la fase inicial, Chien trae su nueva técnica "Garra de Gato" contra la cual Sheng Kuan no conoce defensa, y termina asesinándolo. Cuando Ah-Wu aparece después de la pelea y revela su verdadera lealtad, Chien y Pai lo engañan y lo matan, ya que por casualidad han evitado ingerir el veneno. Después, los dos amigos se van para refinar la nueva técnica de Chien, dándole finalmente el nombre de "La serpiente a la sombra del águila".

## Reparto
- Jackie Chan - Chien Fu
- Hwang Jang-lee - Sheng Kuan
- Yuen Siu-tien - Pai Chang-tien
- Dean Shek - Li
- Fung Hak-on - Chao Chi-chih
- Tino Wong - Ah-Wu
- Peter Chan - Lian
- Hsu Hsia - Su Chen
- Charlie Chan - Hung
- Roy Horan - Misionero
- Fung Ging-man - Chui
- Chiang Kam - Ah Kwai
- Chen Yao-lin - Hung
- Chan Lung - Instructor sustituto
- Gam Yam - Chang

## Música
Además de la música original de Chou Fu-liang, la película también presenta "Oxygène (Parte 2)" de Jean Michel Jarre y "Magic Fly" de Space. Como muchas películas de Hong Kong de la época, también incluye muestras de bandas sonoras de películas del oeste, como Solo se vive dos veces, La espía que me amó, Carrie y Star Wars.
El productor de cine Serafim Karalexis obtuvo los derechos para distribuir la película en Estados Unidos en los años 80, retitulada "La sombra del águila". Se hizo una nueva partitura debido a problemas de derechos de autor con la partitura original. La película estadounidense y sus materiales promocionales promocionaron a Chan como "Jacky Chan".